# Sbarro Monster G
Lo Sbarro Monster G è un fuoristrada realizzato in Svizzera dal designer Franco Sbarro nel 1987, su commissione di un cittadino tedesco residente a Los Angeles.

## Tecnica
Il veicolo impiegava un telaio derivato da una Range Rover avvolto da una carrozzeria aperta realizzata interamente in kevlar. Gli pneumatici sono stati realizzati appositamente dalla Goodyear per avvolgere cerchi recuperati da un Boeing 747 dismesso. 
Come propulsore è stato impiegato un Mercedes-Benz 6.4 litri ad 8 cilindri dalla potenza di 350 cv. Nel bagagliaio è stata posizionata una batteria di riserva ed una piccola mini-moto in caso di emergenza.